# Protoglyptodon
Protoglyptodon és un gènere extint de mamífers cingulats de la família dels clamifòrids que visqueren a Sud-amèrica durant el Miocè superior, fa entre 6,8 i 9 milions d'anys. Se n'han trobat restes fòssils a la província argentina d'Entre Ríos. Les espècies d'aquest grup eren animals terrestres de dieta omnívora. La cuirassa, feta d'osteodermes poligonals, era d'aspecte més irregular que en Palaeohoplophorus, un parent proper seu. El nom genèric Protoglyptodon significa ‘primer Glyptodon’.